# IPhone 5s
iPhone 5s（アイフォーン ファイブエス）は、Appleが開発したタッチスクリーンベースのスマートフォンである。iPhone 5の後続機であり、iPhoneの第7世代目の機種である。

## 概要
2013年9月10日、アメリカ・カリフォルニア州クパチーノのApple本社にて本機種のミドルレンジとなるiPhone 5cとともに発表され、同20日にアメリカ、カナダ、イギリス、ドイツ、フランス、日本、中国、香港、シンガポール、オーストラリア、プエルトリコで発売が開始された。
日本国内では従来のソフトバンクモバイルとKDDI・沖縄セルラー電話連合（以下au）に加え、今機種より新たにNTTドコモからも販売されるようになった。これにより、日本国内の主要3キャリアすべてでiPhoneを取り扱うこととなった。
同年11月22日、日本市場でもApple StoreでSIMフリーモデルの販売を開始した。
2014年9月に後継機に当たるiPhone 6・iPhone 6 Plusが販売開始してからも、6・6 Plusが大型化したことに伴い、4インチクラスのiPhoneとして5sは継続して販売。2016年3月に4インチクラスの後継機iPhone SEが販売開始。Apple Storeでの販売を終了した。
また、2016年に入り格安携帯電話ブランドからの販売が始まり、2016年3月4日には、ソフトバンク系のY!mobileブランドからも発売開始。同年7月15日には、KDDI系のUQコミュニケーションズの「UQ mobile」からも販売開始した。2017年3月25日、両ブランドが後継機であるiPhone SEを発売したことに伴い、iPhone 5sの販売はともに終了した。
2019年9月20日（日本時間）に配信が開始されたiOS 13は対象外の機種であるが、2025年2月現在、iOS 12でのサポートは続いている。ただしiOS 12がサポートされているのはiOS 13に非対応の機種のみであり、2025年2月現在、iOSは12.5.7(2023年1月リリース)のバージョンで停止中。

## 特徴
iPhone 5の後継機種として画面サイズ・筺体サイズは踏襲しつつも、新たな機能が実装された。

### ハードウェア
SoCは新たにApple A7を採用し、スマートフォンでは初となる64ビットアーキテクチャとなっている。なお、AppleではCPUとGPUはiPhone 5に比べ約2倍の性能と謳っている。2008年、iPhone (初代)からは56倍の性能。グラフィックス面ではOpenGL ES 3.0をサポート、ビデオ撮影のフレームレートも向上している。
A7とは別に、新たにモーション処理専用のコプロセッサ「Apple M7」を追加し、加速度センサー、ジャイロセンサー、電子コンパスの信号を総合的に処理し、iPhoneの状態のみならず、iPhoneを保持するユーザーがどのような状態なのかまで判別出来る。これらの処理をA7からオフロードしてバッテリー消費を減らしながら常時監視することが可能になり、フィットネス分野における有用性が高まった。

### ホームボタン
iPhoneの象徴である丸型のホームボタンには指紋認証センサーTouch IDが初めて搭載された。ホームボタンの周囲に感知リングがあり、その下にある容量性センサーによって指紋を検出する。
背面のiSightカメラは、800万画素とiPhone 5と変わらないものの、レンズの開放F値をiPhone 5のf2.4からf2.2にし、感度は33％向上した。イメージセンサーの1ピクセルあたりの面積を15%向上させ、1/3.2型から、1/2.8型へと大型化された。センサーは新しくExmor RS for mobileが搭載されている。
LEDフラッシュは白色とアンバーの2色を搭載した「True Toneフラッシュ」になり、1000通りの中から最適な明るさや色温度（ホワイトバランス）が得られるようになっている。写真撮影では、自動手振れ補正に対応した。動画撮影では、720p時に秒間120フレームでのスローモーション撮影も可能となった。
カラーバリエーションはこれまでの2色からゴールドの追加とブラックからスペースグレイへ変更され、本体の縁や背面に採用されている。

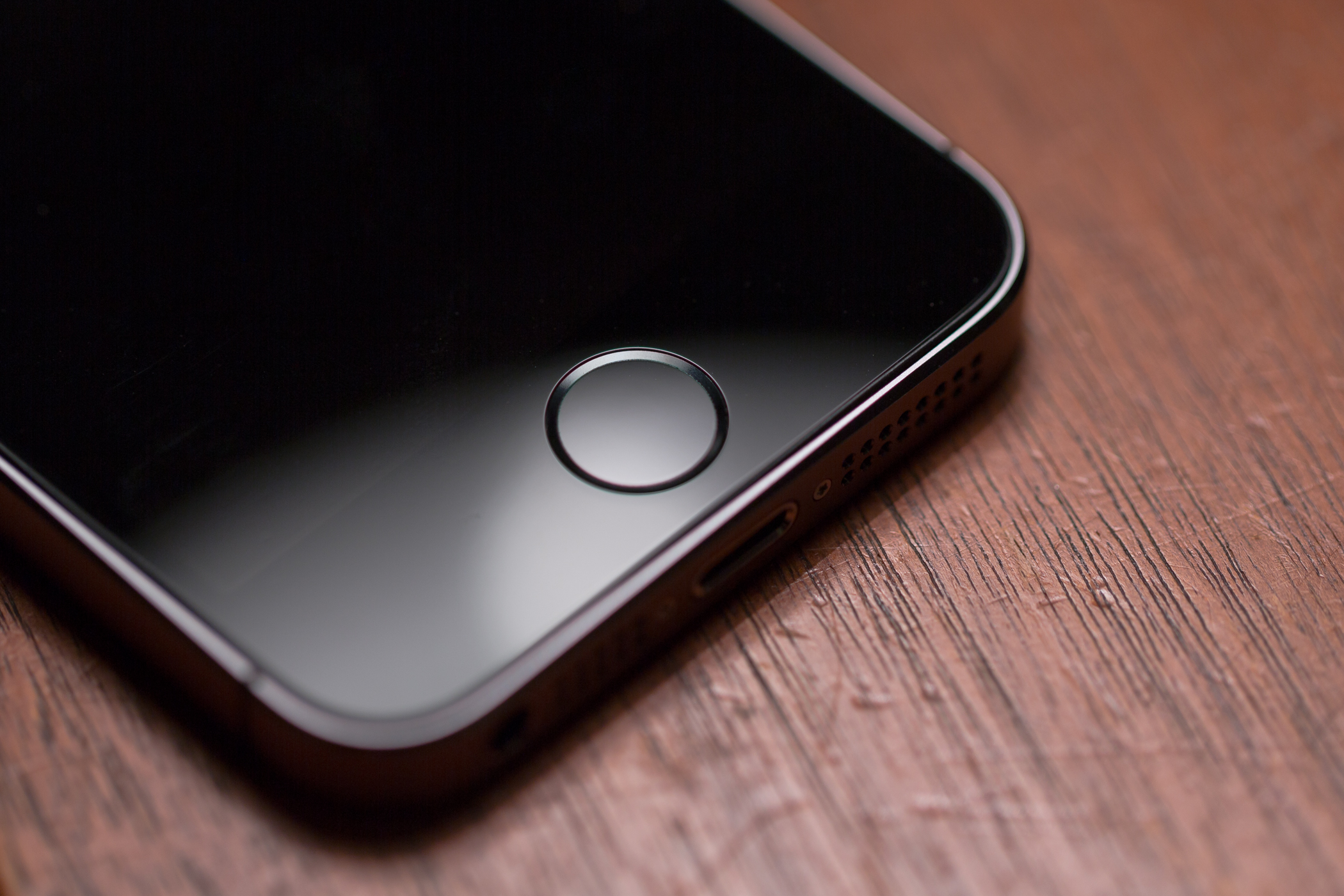
指紋認証 Touch IDが搭載された。
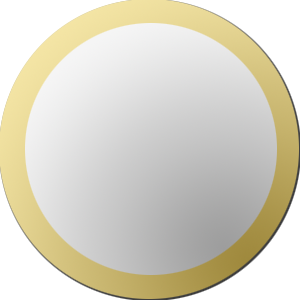
ゴールド
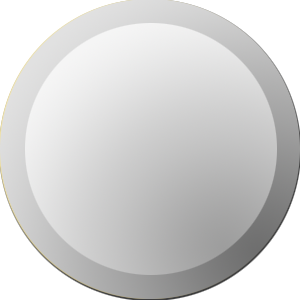
シルバー
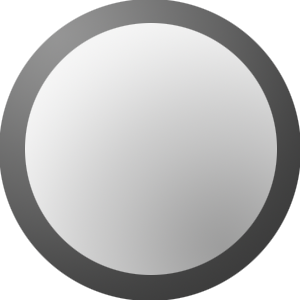
スペースグレイ

### 通信システム
iPhone 5では対応するLTEバンドごとに3種類のモデルが発売されたが、iPhone 5sでは5モデルに増えている。このうち、モデルA1533は3Gの違いでGSMモデルとCDMAモデルにさらに分かれており、モデルA1530はTD-LTEの使用帯域であるバンド38から40とTD-SCDMAに対応している。中国では中国移動通信のTD-LTE及びTD-SCDMAに対応したモデルA1518が認可されたとの報道がなされ、2013年1月17日より同モデルの発売を開始、中国移動のTD-LTE、TD-SCDMAに対応し、仕様上はA1530と同一だがFDD-LTE、UMTSは海外ローミング時のみ対応する。
日本国内ではいずれのキャリアもA1453のモデルで発売され、これまでのバンド1と3（2100MHz帯と1800MHz帯）に加え、新たにauの800MHz帯（N800MHz・バンド18）、ソフトバンクモバイルの900MHz帯（バンド8）、NTTドコモの800MHz帯（N800MHz・バンド19）での利用が可能となった。

### iOS
本モデルでの初期バージョンはiOS 7である。iOS 7では、これまでiPhone本体のデザインの担当責任者であったジョナサン・アイブが参加し、ユーザインタフェースを従前の立体感を持たせたデザイン（スキューモーフィズム）から平面を主張したデザイン（フラットデザイン）へと変更した為、直感的ではない、分かりにくい、かっこわるいなどの不平不満とともに多数の問題点が指摘されるなど賛否両論が噴出した。